# Grêmio Inhumense
Gremio Esportivo Inhumense, powszechnie znany jako Gremio Inhumense – nieistniejący już pod tą nazwą brazylijski klub piłkarski z siedzibą w Inhumas, w stanie Goiás. Największym sukcesem klubu była gra w Campeonato Brasileiro Série C.

## Historia
Klub został założony 15 marca 1999 roku. W latach 1999 i 2000 występował w Série B Campeonato Goiâno (II poziom rozgrywek stanowych), by po wywalczeniu tytułu wicemistrza w 2001 występować już w stanowej Série A (5 miejsce). W roku 2005 rywalizował w Campeonato Brasileiro Série C, ale został wyeliminowany w pierwszej rundzie. Potem klub przeniósł się do Annapolis, gdzie został przemianowany na Gremio Esportivo Annapolis.

## Stadion
Grêmio Esportivo Inhumense grał swoje mecze początkowo na Estádio Zico Brandão w Inhumas, który ma pojemność 6000 osób, a następnie przeniósł się na Estádio Jonas Duarte w Annapolis. Stadion ma maksymalną pojemność 14 400 osób.